# Amdo Jampa
Pour les articles homonymes, voir Jampa.
Amdo Jampa, aussi appelé Jampa Tseten (1911, Chentsa, Qinghai/Amdo -28 mars 2002, Lhassa), est un peintre tibétain.

## Biographie
Amdo Jampa est connu pour son style photoréaliste. Il a peint des portraits célèbres du 14e dalaï-lama, dont un au Norbulingka, et du 10e panchen-lama.
Il fut un des premiers artistes tibétains à suivre des études dans une école des beaux-arts chinoise. 
Il était un étudiant de l'érudit et artiste tibétain Gendün Chöphel qui l'encouragea à incorporer le photoréalisme dans la peinture de thangka.
Adolescent, il est devenu moine du  monastère de Drépung et étudia la peinture traditionnelle tibétaine de thangka. Il est parti de Drépung quand il accompagna en 1954 le 14e dalaï-lama à Pékin. Là, il a étudié la peinture traditionnelle chinoise et les techniques des peintres occidentaux sous la direction du professeur chinois Li Zhongjin.
Quand il est revenu à Lhassa en 1956, il reçut une commande pour peindre dans le Tagtu Mingyur Podrang le nouveau palais récemment terminé au Norbulingka. Ses peintures murales mêlaient le style tibétain traditionnel au style moderne. L'innovation qu'il a introduite était que ses portraits étaient facilement reconnaissables.
Plus tard, le 10e panchen-lama a commandé un portrait à Amdo Jampa, qu'il a aussi réalisé dans un style réaliste.
Amdo Jampa a voyagé en Inde dans les années 1980. Il a effectué des tableaux pour les bâtiments religieux du dalaï-lama à Dharamsala.
Il est retourné à Lhassa au Tibet. Selon la revue tibétaine Drangchar, il a occupé les positions officielles de Président de la Tibet Fine Arts Association et de principal investigateur du Central Executive Committee of the Tibet Autonomous Museum of Cultural Artefacts. Il a ouvert une école de beaux-arts dans le village de Shöl, devant le Palais du Potala.
La peinture d’Amdo Jampa se retrouvait dans tout le Tibet et influença la peinture contemporaine tibétaine. Ainsi, avant 1996 quand l'interdiction des images du dalaï-lama a été prononcée, de nombreux monastères possédaient une image dans le style du célèbre tableau d'Amdo Jampa représentant le dalaï-lama.
Selon Gonkar Gyatso, un artiste tibétain de Lhassa résidant actuellement au Royaume-Uni, Amdo Jampa est l'artiste moderne tibétain le plus important. Il a appris dans les années 1950 à peindre des thangka et il fut le seul à réaliser des travaux originaux, différents de la peinture  traditionnelle et a obtenu le soutien du 14e dalaï-lama pour ses créations. Sa peinture a été partiellement influencée par des peintres comme Vittore Carpaccio.
Pour Jamyang Norbu, Amdo Jampa a été influencé par Gendun Choephel qui a voyagé en Inde et a connu l’art bouddhiste indien et hindou de même que l'art européen, comme on peut le voir dans ses nus et ses danseurs. Comme les autres artistes tibétains, Amdo Jampa n’a rien produit pendant les années de la révolution culturelle.
Même à un âge avancé, Amdo Jampa marchait tous les jours autour de Lhassa, exécutant une « kora ». Sa femme et une famille nombreuse lui ont survécu.